# Le Juif errant (film, 1904)
Le Juif errant je francouzský němý film z roku 1904. Režisérem je Georges Méliès (1861–1938), který se pravděpodobně inspiroval románem Věčný žid, který v letech 1844–1845 sepsal Eugène Sue (1804–1857). Film byl natočen v Montreuilu a trvá zhruba 3 minuty. Jedná se o první filmové zpracování křesťanské legendy o Ahasverovi z počátku 13. století.